# 爱莲·朵娜城堡围攻战
爱莲朵娜城堡围攻战（英語：Capture of Eilean Donan Castle），是发生在1719年英国詹姆斯党起义和四国同盟战争期间的一次陆基海军交战（land-based naval engagement）。一支由三艘船组成的英国海军侦察部队袭击了位于苏格兰西海岸的爱莲朵娜城堡，该城堡由西班牙军队控制。经过海军的轰炸，英军冲进了城堡，迫使守军投降。城堡随后被炸药摧毁。

## 背景
爱莲朵娜城堡围攻战是1719年雅各布起义过程中的一次军事行动，这是西班牙支持的恢复詹姆斯·斯图亚特在大不列颠王位的企图。它由英国詹姆斯党流亡者乔治·基思（George Keith）、第十代马里肖尔伯爵、图利巴丁侯爵和海福特伯爵（chief of Clan Mackenzie）领导。
1719年4月11日，英国詹姆斯党与300名西班牙海军陆战队员在阿尔什湖（Loch Alsh）附近登陆，并在爱莲朵娜建立了基地；这里是麦肯齐的领地，选择这里是为了最大限度地招募潜在的支持者。即使有500名麦肯锡人加入了海福斯，英国詹姆斯党还有更多的武器和弹药，因此他们将多余的武器和弹药存放在爱莲朵娜堡，并有40-50名西班牙海军陆战队员驻守，而约1000名主力部队则向因弗内斯进军。
5月初，皇家海军派出五艘船到该地区进行侦察：两艘在斯凯岛附近巡逻，三艘在毗邻杜伊湖的阿尔什湖附近巡逻。5月10日星期日清晨，这后三艘船，五十门的伍斯特号（HMS Worcester）、四十四门的企业号（HMS Enterprise）、二十门炮的弗兰博尔号（HMS Flamborough），在杜伊湖北面的爱莲朵娜（Eilean Donan）附近停泊。

## 袭击
他们的第一个行动是打着休战旗派船上岸谈判，但当城堡里的西班牙士兵向船开火时，船被召回，三艘船便都向城堡开火，炮击持续了一个多小时。然后他们转移了锚地，等待新的时机，之后又吹起了新的大风。
第二天早上（5月11日），根据一名西班牙逃兵提供的情报，指挥官，伍斯特号的切斯特·博伊尔（Chester Boyle）船长，将企业号送上湖面，去占领一座用来储存火药的房子，但根据海军日志，当船接近时，岸上的叛军放火烧了房子。与此同时，其他两艘船继续间隔轰炸城堡，同时准备登陆部队。
傍晚时分，在密集的炮火掩护下，船上的船只上岸，将城堡四面包围，在翻越城墙后，在几乎没有抵抗的情况下占领了这里。政府军俘获了 "一名爱尔兰人、一名上尉、一名西班牙中尉、一名中士、一名苏格兰叛军和三十九名西班牙士兵、343桶火药和52桶火枪弹"。

## 后果
政府军随后 "烧毁了几个谷仓等，那里有大量的玉米供他们的营地使用"。海军部队在接下来的两天里炸毁了城堡（用了27桶火药）。西班牙俘虏被送上弗兰博尔号，并被带往利斯，然后是爱丁堡。
6月10日，雅各布派与剩余的西班牙军队在格兰希尔战役中被击败，起义结束。
爱莲朵娜城堡的废墟继续矗立了200多年，直到1919年才由约翰·麦克雷·吉尔斯特拉普重建、修复并完成。

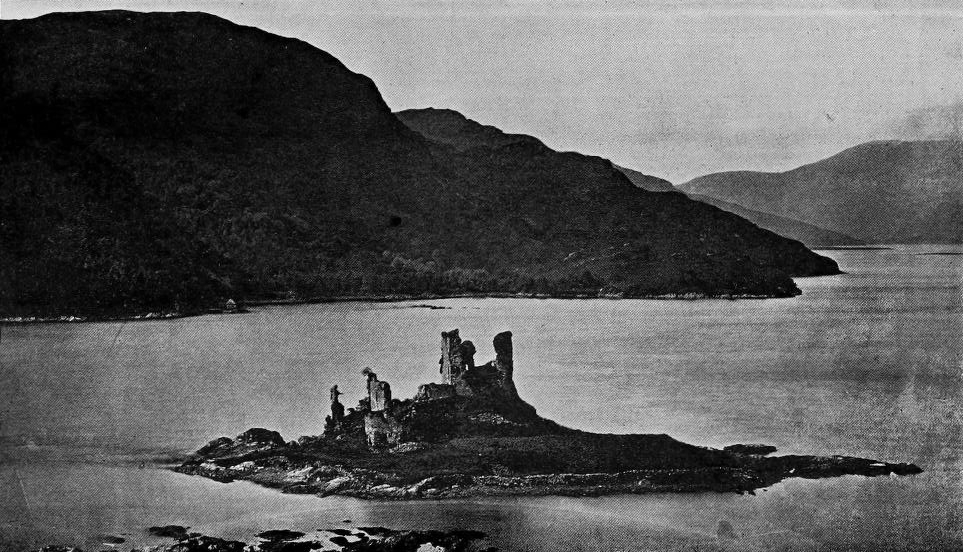
The ruins of the castle in the 19th century
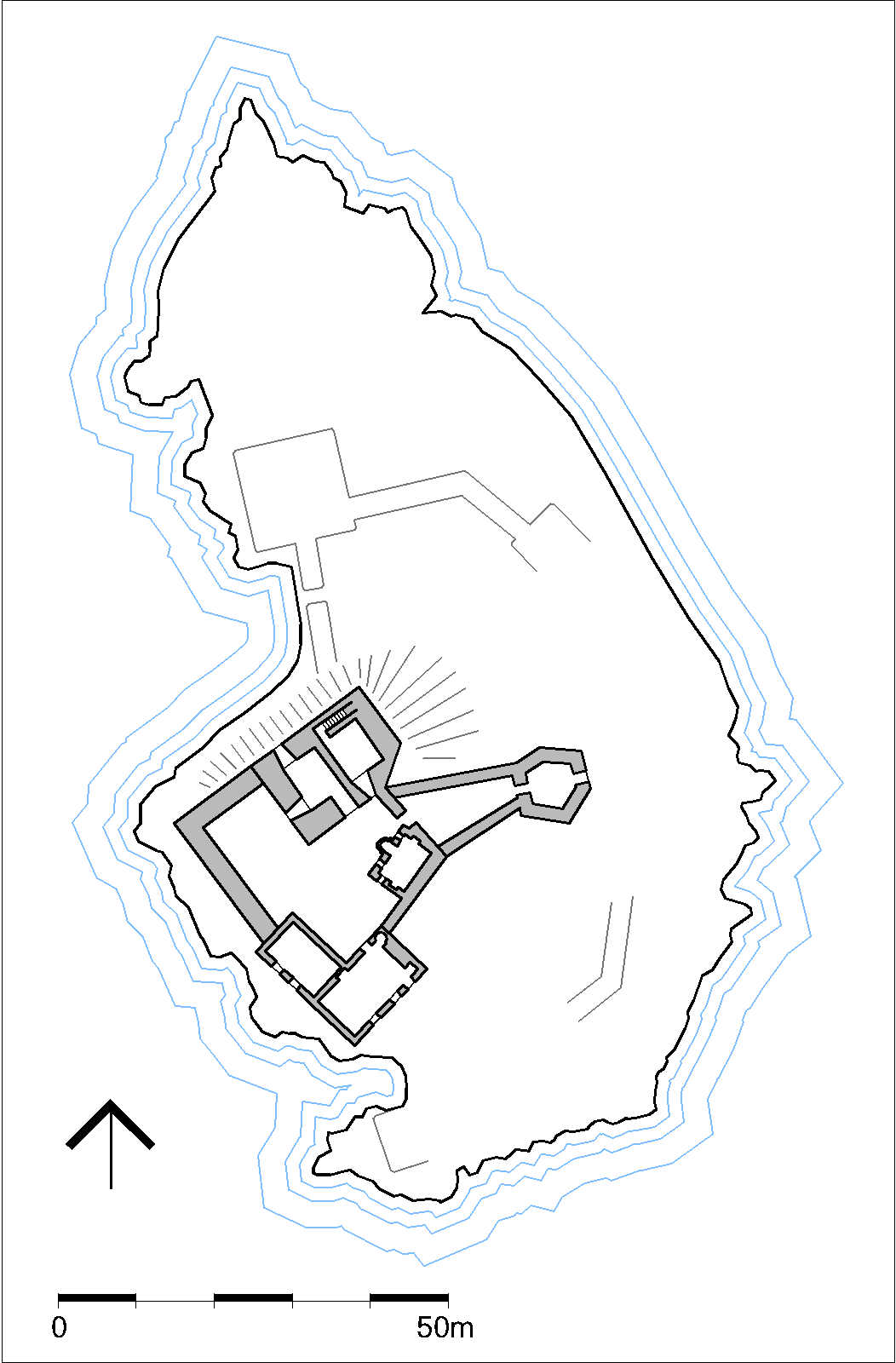
Plan of the castle at the time of the capture